# هيو جون كيسي
هيو جون كيسي (بالإنجليزية: Hugh John Casey)‏ هو مهندس أمريكي، ولد في 7 يونيو 1898 في بروكلين في الولايات المتحدة، وتوفي في 30 أغسطس 1981 في وايت ريفر جونكشن في الولايات المتحدة.